# Радунци
Радунци (болг. Радунци) — село в Болгарии. Находится в Старозагорской области, входит в общину Мыглиж. Население составляет 67 человек.

## Политическая ситуация
Радунци подчиняется непосредственно общине и не имеет своего кмета.
Кмет (мэр) общины Мыглиж — Стойчо Иванов Цанев (Болгарская социалистическая партия (БСП)) по результатам выборов в правление общины.